# Peer Gynt
Peer Gynt je dramatická báseň ve verších o 5 dějstvích, kterou napsal Henrik Ibsen v Itálii roku 1867. Ibsen přiznal, že ji původně psal pouze jako knižní drama a neuvažoval o jejím scénickém uvedení. Poté, co divadla projevila zájem tuto hru inscenovat, nechal k ní složit hudbu, která ovšem hru romantizuje a svádí k jednostrannému výkladu. Hudbu k scénickému uvedení Peera Gynta složil Edvard Grieg, který tak učinil v podobě dvojdílné orchestrální suity jménem Peer Gynt. Tyto skladby patří k vrcholům Griegova díla, nejznámější jsou části „Ve sluji Krále hor“ a předehra ke čtvrtému dějství „Ranní nálada“.  
Premiéru Peera Gynta uvedlo 27. února 1876 Christianské divadlo (Christiania Theater) v Christianii. Česká premiéra uvedení se odehrála v Městském divadle na Královských Vinohradech 24. května 1916 v překladu Karla Kučery. V Národním divadle byl poprvé Peer Gynt uveden až 22. října 1994.
Na postavě titulního hrdiny zpodobňuje dramatik povahové stránky norského lidu. Vyjadřuje se tu k mrtvé myšlence skandinavismu. K tomuto tématu se vztahuje ještě Ibsenovo drama Brand, který ovšem s Peerem Gyntem ostře kontrastuje. Brand zobrazuje nekompromisního idealistu, který je pro svou vizi schopen obětovat úplně všechno. Naopak Gynt je muž, který problémy obchází a vyhýbá se jim.
Jméno a základní situaci pro svého hlavního hrdinu našel Ibsen v pohádce Petera Christena Asbjørnsena. Z tohoto příběhu vychází celá první pohádková část. Tato Ibsenova hra je žánrově proměnlivá a obsahuje mnoho fantazijních prvků, mísí realitu s fantazií. 
Peer je ztělesnění polovičatosti, je to lhář a mluvka, který se snaží všemu vyhnout a nic nedokáže dokončit. Je to egoista, který se řídí heslem vaer deg selv nok („žij sám pro sebe“). Peer neustále mění názor a nikdy nezíská žádnou identitu. Jako protiklad tu vystupuje Solvejg, na které Ibsen ukazuje, že zbavit se egoismu znamená být tu pro druhé. 

## České překlady
Nejstarší český překlad je od Karla Kučery. Nejprve byl publikován v časopise Květy, poté vyšel knižně ve Sborníku světové poezie. Nejnovější překlad, který společně vytvořili Josef Vohryzek a Josef Brükner, vyšel poprvé jako součást divadelního programu Národního divadla z roku 1994, .

## Děj
Chorobný lhář Peer Gynt se dozví, že dívka, se kterou se chtěl oženit, se zrovna vdává. Peer se rozhodne svatbu překazit. Na svatbě se zamiluje do Solvejg, ale ani to mu nezabrání utéct s nevěstou, kterou následně zneuctí a zavrhne.
Posléze se chce přiženit do trolí říše, ale odmítá splnit všechny požadavky, které jsou k tomu nutné (vypíchnout si oči) a probije si cestu z říše ven. Ve třetím dějství zvolí Peer samotu, kterou se s ním rozhodne sdílet Solvejg. Peera ale časem začnou trápit výčitky svědomí a odchází do ciziny.
Ve čtvrtém dějství Peera sledujeme při jeho toulkách v cizině. Toto dějství bývá někdy při inscenování vypuštěno. Poukazuje na totální ztrátu identity a rozpad morální i psychické jednoty. 
Po několika letech se hrdina vrací zpět a na cestě potká knoflíkáře, který ho chce „přetavit“, protože byl celý život polovičákem a je tudíž zmetek. Peer se zapřisáhne, že si najde svědka. Nakonec přijde k Solvejg, na kterou na svých cestách zapomněl, ale která na něj stále čeká a miluje ho.

## Česká uvedení
- Městské divadlo na Královských vinohradech, Praha, premiéra 24. května 1916, režie Karel Hugo Hilar
- Divadlo Na Hradbách Brno, premiéra 20. září 1928, režie Rudolf Walter
- Městské oblastní divadlo na Kladně, premiéra 31. května 1954, režie Zdeněk Jaromír Vyskočil
- Divadlo vítězného února, Hradec Králové, premiéra 23. ledna 1965, režie Richard Mihula
- Slezské divadlo Zdeňka Nejedlého, Opava, premiéra 28. listopadu 1965, režie Ilja Bureš
- Státní divadlo v Brně, premiéra 4. března 1966, režie Miloš Hynšt
- Divadlo E. F. Buriana, Praha, premiéra 6. dubna 1972, režie Josef Mixa
- Jihočeské divadlo, Český Krumlov, premiéra 9. června 1973, režie Otto Haas
- Činohra Petra Bezruče (Státní divadlo Ostrava), premiéra 10. února 1984, režie Pavel Palouš
- Císař Peer Gynt – Loutkové divadlo Radost, Brno, premiéra 26. dubna 1985, režie Petr Kracik
- Slovácké divadlo, Uherské Hradiště, premiéra 14. října 1989, režie Igor Stránský
- Městské divadlo Most, premiéra 22. března 1991, režie Zbyněk Srba
- Divadlo Pod Palmovkou Praha, premiéra 29. ledna 1993, režie Petr Kracik
- Národní divadlo Praha, premiéra 27. října 1994, režie Jan Kačer
- Císař Peer Gynt – Divadlo in flagranti, Brno, premiéra 27. září 1997, režie Jiří-Miroslav Richter
- Divadlo F. X. Šaldy, Liberec, premiéra 30. října 1998, režie Pavel Palouš
- Městské divadlo Brno, premiéra 13. května 2000, režie Roman Polák
- Divadlo DISK - DAMU Praha, premiéra 8. listopadu 2001, režie Adam Renč
- Slezské divadlo Opava, premiéra 17. listopadu 2002, režie Václav Klemens
- Severočeské divadlo opery a baletu Ústí nad Labem, premiéra 25. února 2005, režie Jiří Horák
- Městské divadlo Mladá Boleslav, premiéra 9. září 2005, režie Rudolf Felzmann
- Městská divadla pražská, premiéra 4. března 2007, režie Petr Svojtka ml.
- Divadlo J. K. Tyla Plzeň, balet, premiéra 17. března 2007, režie Jiří Kyselák
- Státní opera Praha, premiéra 19. září 2007, hudební nastudování Guillaume Tourniaire
- Východočeské divadlo Pardubice, premiéra 19. ledna 2008, režie Jiří Seydler
- Jihočeské divadlo České Budějovice, balet, premiéra 16. ledna 2009, režie Jiří Horák
- Divadlo DISK – DAMU Praha, premiéra 16. dubna 2010, režie Adam Rut
- Divadelní studio Marta - JAMU Brno, premiéra 15. prosince 2013, režie Juraj Augustin
- Divadlo na Vinohradech, Praha, premiéra 17. března 2017, režie Martin Čičvák
- Národní divadlo moravskoslezské, Ostrava, premiéra 11. ledna 2018, režie Pavel Khek
- Činoherní studio Ústí nad Labem, premiéra 2. června 2023, režie Michal Hába